# Rae Foley
Rae Foley, pseudonimo di Elinore Denniston (Stati Uniti, 20 settembre 1900 – Stati Uniti, 24 maggio 1978), è stata una scrittrice statunitense di romanzi polizieschi..
Ha pubblicato anche con gli pseudonimi  Dennis Allan e Helen K. Maxwell.

## Opere
1. 1950 I delitti non si ereditano, (The hundredth door), stampato nel 1955 nella collana Il Giallo Mondadori con il numero 344.
2. 1954 Un uomo per tutte le passioni, (Dark Intent), stampato nel 1979 nella collana Il Giallo Mondadori con il numero 1600.
3. 1955 La morte e Mr.Potter, (Death and Mr Potter), stampato nel 1955 nella collana Il Giallo Mondadori con il numero 425.
4. 1961 Di odio si muore, (It's Murder, Mr Potter!), stampato nel 1979 nella collana Il Giallo Mondadori con il numero 1564.
5. 1962 Il capolavoro di Mr. Potter, (Repent at Leisure), stampato nel 1980 nella collana Il Giallo Mondadori con il numero 1658.
6. 1964 Fatal Lady, (Fatal Lady), stampato nel 1979 nella collana Il Giallo Mondadori con il numero 1574.
7. 1966 Il prezzo della verità, (Scared To Death), stampato nel 1968 nella collana Il Giallo Mondadori con il numero 993.
8. 1967 Complesso di colpa, (Fear of a Stranger), stampato nel 1968 nella collana Il Giallo Mondadori con il numero 1036.
9. 1967 Il lastrico dell'inferno, (The shelton conspiracy), stampato nel 1978 nella collana Il Giallo Mondadori con il numero 1545.
10. 1968 Ore 13: Waldford Astoria, (Nightmare House), stampato nel 1970 nella collana Il Giallo Mondadori con il numero 1108.
11. 1968 Assassini in famiglia, (Malice Domestic), stampato nel 1980 nella collana Il Giallo Mondadori con il numero 1625.
12. 1971 La spirale della paura, (This Woman Wanted), stampato nel 1972 nella collana Il Giallo Mondadori con il numero 1232.
13. 1971 Il vaso di Pandora, (Ominous star), stampato nel 1973 nella collana Il Giallo Mondadori con il numero 1259.
14. 1972 Gli amici dell'assassino, (Sleep without morning), stampato nel 1973 nella collana Il Giallo Mondadori con il numero 1282.
15. 1972 La prima signora Winston, (The First Mrs Winston), stampato nel 1974 nella collana Il Giallo Mondadori con il numero 1317.
16. 1973 Donna Temeraria, (Reckless Lady), stampato nel 1975 nella collana Il Giallo Mondadori con il numero 1382.
17. 1974 Ricca da morire, (One O' Clock at the Gotham), stampato nel 1975 nella collana Il Giallo Mondadori con il numero 1369.
18. 1974 La casa della violenza, (The Brownstone House), stampato nel 1975 nella collana Il Giallo Mondadori con il numero 1390.
19. 1975 I segreti di Barclay Place, (The Barclay Place), stampato nel 1977 nella collana Il Giallo Mondadori con il numero 1457.
20. 1976 New York: novantunesima ovest, (Where Helen Lies), stampato nel 1977 nella collana Il Giallo Mondadori con il numero 1506.
21. 1976 Requiem per un amore perduto, (Put Out the Light), stampato nel 1978 nella collana Il Giallo Mondadori con il numero 1521.
22. 1977 Troppi nomi per un morto, (The Slippery Step), stampato nel 1985 nella collana Il Giallo Mondadori con il numero 1891.